# پرایوتیر (کارولینای جنوبی)
پرایوتیر(به انگلیسی: Privateer) شهری در ایالت کارولینای جنوبی کشور ایالات متحده آمریکا است که جمعیت آن در سرشماری سال ۲۰۱۰ میلادی، ۲٬۳۴۹ نفر بوده‌است.